# Seringue
Une seringue est un tube muni d'un piston qui est terminé par une ouverture sur laquelle se fixe une aiguille creuse ou un petit tube. On l'utilise pour transférer de petites quantités de liquides ou de gaz dans des endroits inaccessibles. Le principe physique en est celui de la succion : en augmentant la pression à l'intérieur du tube à l'aide du piston, le contenu de la seringue est aspiré vers le milieu dont la pression est moindre.
Les seringues sont fréquemment utilisées en médecine clinique pour injecter dans le corps de personnes (vaccin, injections intraveineuses, médicaments liquides) ; elles sont aussi fréquemment utilisées en médecine vétérinaire pour injecter des substances dans le corps d'animaux. Elles peuvent servir à aspirer des substances hors des corps humains et animaux. Elles servent également à injecter des colles et des lubrifiants, ainsi qu'à mesurer des liquides.
Le nom « seringue » provient du grec surinx (« roseau coupé, flûte de berger », qui a donné en français le syrinx et le seringat dont on évidait  la tige de la moelle pour en faire des seringues).

Une seringue médicale et son aiguille.

## Chronologie
Le fonctionnement de la seringue aurait été bio-inspiré au naturaliste romain Pline l'Ancien, par l'observation des ibis de l'Égypte antique. Ces échassiers qui, en s'alimentant, ingurgitent du sable qui les constipe, utilisent leur long bec courbe pour absorber de l'eau et s'administrer des lavements rectaux.

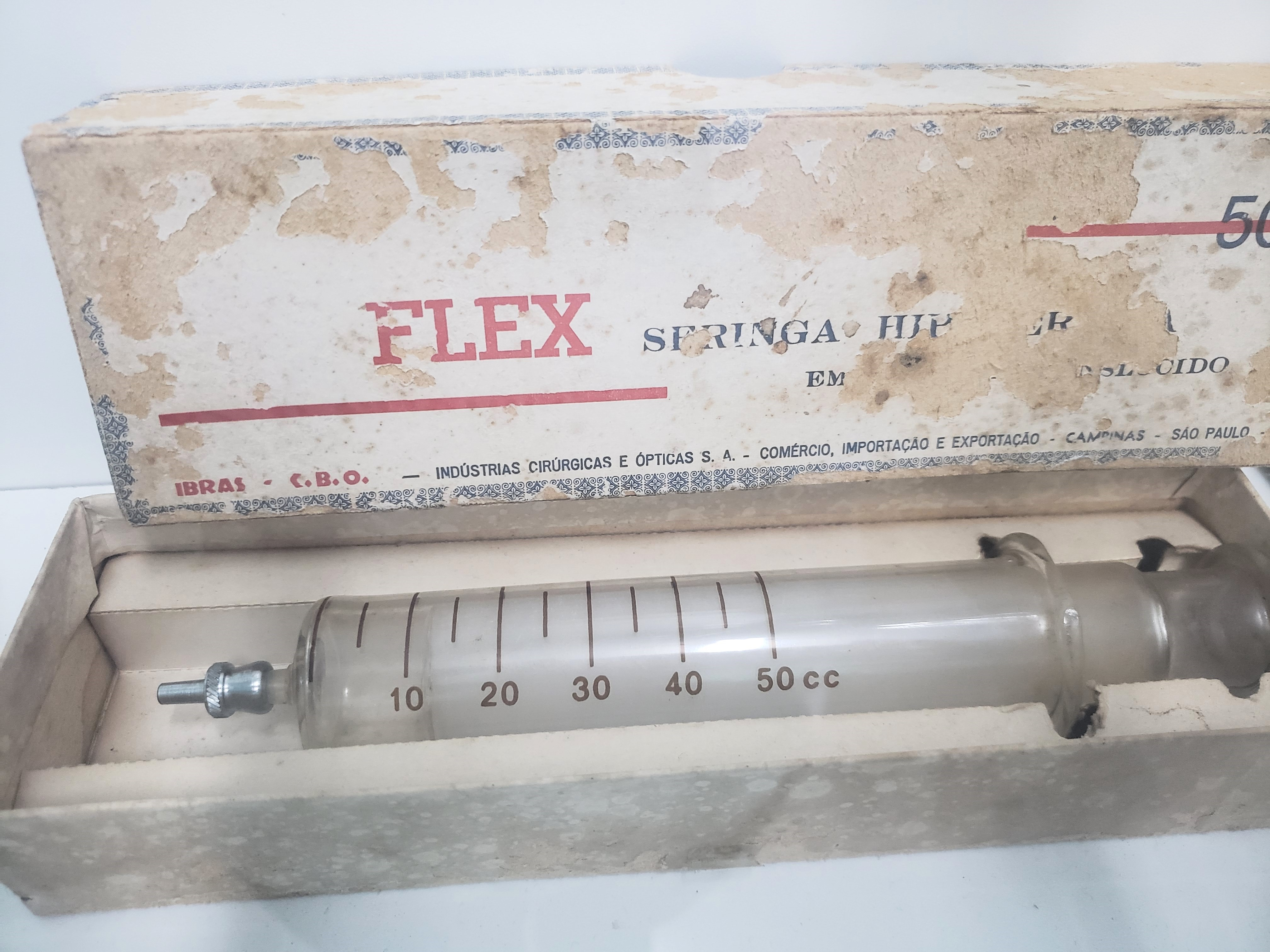

Déjà quelques millénaires avant notre ère, on administrait des lavements intestinaux, vaginaux et auriculaires. Au début un homme prenait de l'eau dans sa bouche et la recrachait par un roseau dans le corps du malade, puis on créa des réservoirs et canules. La Grèce et la Rome antique se servaient de seringues pour pratiquer les lavements ou aspirer les plaies remplies de pus.
- XIe siècle : dans son Traité des maladies des yeux, le médecin arabe irakien Ammar ibn Ali (en) de Mossoul décrit l'extraction de la cataracte par aspiration. Il a inventé une aiguille creuse montée sur une seringue métallique, pour ponctionner la sclérotique et extraire avec succès les cataractes par aspiration[3]
- XVIe siècle : l'italien Marco Gatenaria invente une seringue à piston à lavement, d'abord en bois, puis en métal.
- 1617 : découverte de la circulation sanguine par William Harvey.
- XVIIe siècle : premiers essais d'injections par voie parentérale (Christopher Wren, Johann Major, Johan Sigismund Elsholz, Fabricus) à l'aide d'une canule et d'une poire contenant le médicament. C'est l'infusion médicamenteuse.
- 1668 : seringue à « auto-lavement » (grâce à un embout flexible) de Reinier de Graaf.
- Vers 1720 : fabrication d'une seringue sur le modèle de la seringue à lavement, mais beaucoup plus petite, par Dominique Anel (chirurgien français.).
- XVIIIe siècle : premières transfusions sanguines.

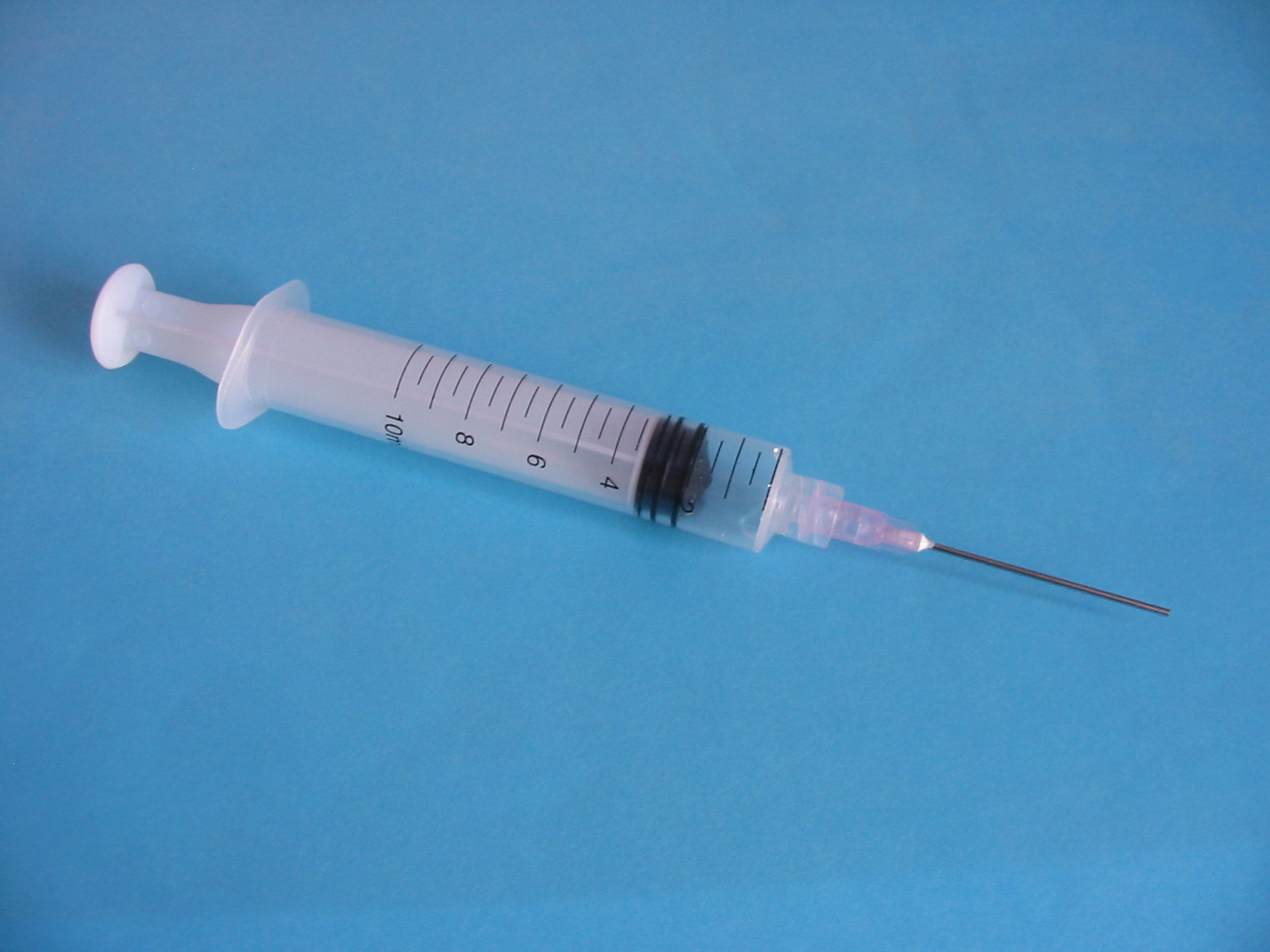
Une seringue à usage unique de 10 ml

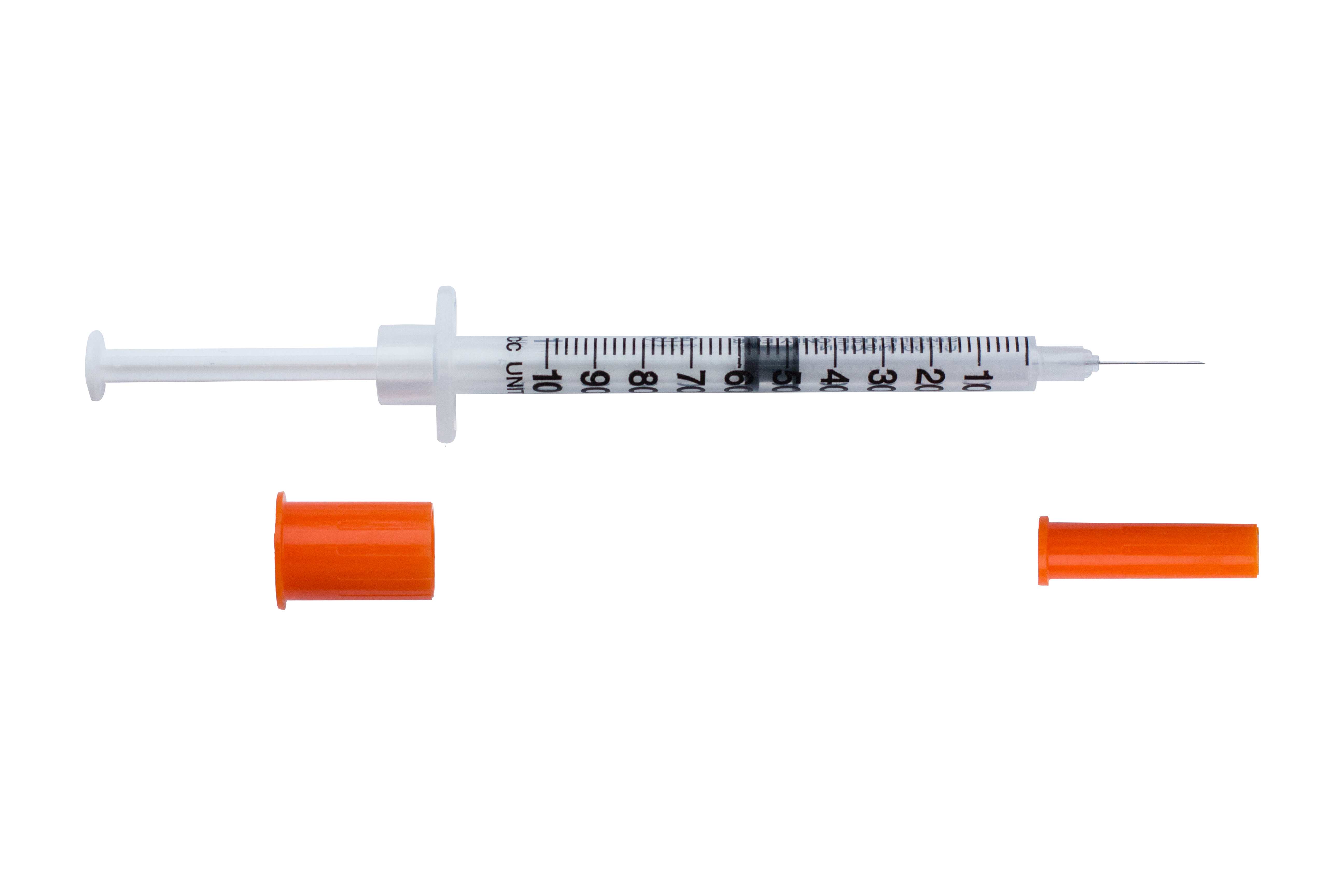
Seringue à insuline

- 1852 : le chirurgien français Charles Gabriel Pravaz transforme et améliore la seringue d'Anel.
- Vers 1850 : Alexander Wood crée une aiguille creuse.
- 1853 : Alexander Wood, premières injections sous-cutanées avec la seringue de Pravaz et naissance de la méthode hypodermique.
- 1894 : Émile Roux, collaborateur de Pasteur, met au point une seringue tout en verre (donc plus facilement stérilisable) et portant des graduations[4].
- 1899 : Letitia Geer invente la première seringue médicale utilisable d'une seule main[5].
- 1906 : seringue graduée en verre avec aiguille métallique.
- Vers 1970[6] : les frères Louis Nogier et Paul Nogier, médecins lyonnais, inventent la seringue en plastique ( "joint pour seringue en matière plastique utilisée une seule fois"[7], en 1959, "seringue robuste en matière plastique destinée plus particulièrement à l'usage vétérinaire ou dentaire"[6], en 1967), avec aiguille à usage unique, puis de la seringue entièrement à usage unique. Au fil du temps ils l'amélioreront. L'apparition de cette seringue jetable en médecine est une révolution et est devenue indispensable car elle est peu coûteuse et elle permet d'éviter la transmission de micro-organismes (dans le cas où l'aiguille est infectée). Leurs tailles sont variables. Ils innoveront par la suite le joint en plastique.
- Apparition[Quand ?] du « stylo » permettant un usage par du personnel non médical en facilitant le dosage et la perforation cutanée : injection d'insuline pour diabétique, injection d'adrénaline pour les personnes présentant des allergies avec risque de choc anaphylactique, morphine auto-injectable pour les blessés de guerre (syrette), traitement par hormone de croissance.
- 1998 : l'injection sans aiguille[8] (le liquide est poussé dans une buse, la pression ainsi créée permet de percer la peau).

## Seringue-pipette
Pour les soins aux nourrissons, on utilise une seringue à médicaments, sans aiguille, permettant de faire boire sans diluer dans le biberon. La seringue est graduée soit en ml, soit en masse corporelle de l'enfant : en effet, dans de nombreux cas, la dose à ingérer est proportionnelle à la masse de l'enfant.

## Usage non médical

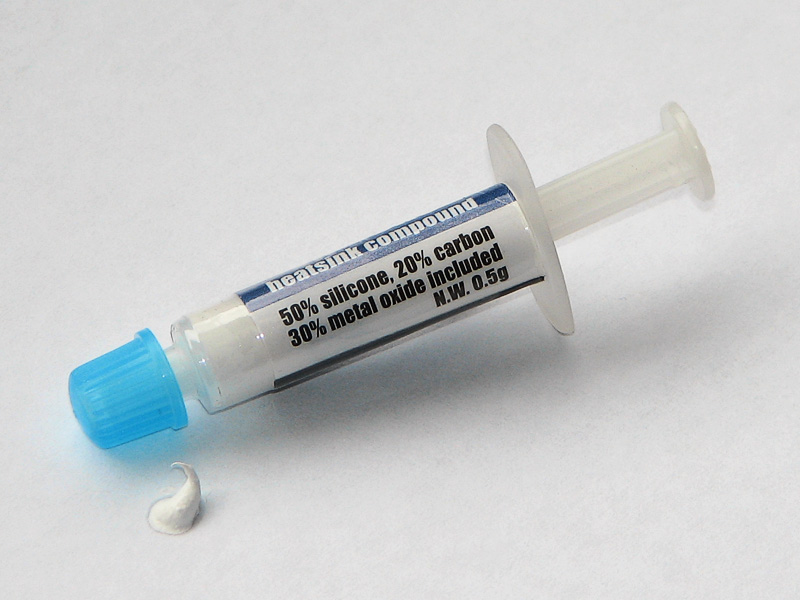
Des composés chimiques, telle la pâte thermique et des colles (exemple: résine époxyde), sont vendues dans des seringues préparées.

De manière générale, une seringue peut être utilisée pour amener un liquide à un endroit précis, ou bien à travers une paroi sans endommager excessivement celle-ci (par exemple injecter de la colle sous une cloque de papier peint).
Par exemple :
- Cuisine : pour injecter un liquide dans de la viande pour améliorer son goût ou sa texture, pour injecter la garniture dans une pâtisserie, pour la création de bonbons et autres sucreries ;
- Imprimerie : pour remplir des cartouches d'encres ;
- Pour placer des puces d'identification sous la peau.
- L'administration de drogues, notamment l'héroïne.